# Cannes-i Filmzene díj
A Cannes-i Filmzene díj (angol elnevezéssel: Cannes Soundtrack Award, röviden: Cannes Soundtrack) a cannes-i fesztiválon kiosztott filmes elismerés, melyet egy zenei szakújságírókból álló független zsűri ítél oda 2012 óta az Arany Pálmáért versenyző nagyjátékfilmek egyikében nyújtott kiemelkedő zeneszerzői teljesítményért.

## Története
A Vincent Doerr filmkedvelő zenész, kommunikációs szakember, egy médiaügynökség, valamint a Henri Langlois Intézet vezetője által 2010-ben létrehozott Cannes Soundtrack célja, hogy reflektorfénybe állítsa a filmzenét, amely mindig is fontos szerepet játszott a cannes-i nemzetközi filmfesztiválon bemutatott alkotások sikerében. Olyan nagy tehetségű alkotók zeneművei csendültek fel cannes-i premiereken, mint Ennio Morricone, Georges Delerue, Michel Legrand, Michael Nyman vagy Nino Rota.
E teljesítmény elismerésének hiányára fogalmazódott meg az igény, hogy díjazzák a legjobbnak talált eredeti filmzenék és dalok szerzői. A nyertesek kiválasztását minden évben egy változó számú (9-26 fős) zenei szakírókból álló, mindenféle médiát (nyomtatott sajtó, televízió, rádió és különféle digitális formátumok) képviselő zsűri végzi a fesztivál ideje alatt, egyfajta rangsor felállításával. A díj nem tekinthető hivatalos fesztiváldíjnak, mivel a rendezvény szervezőitől független, és nincs integrálva a fesztivál díjai közé.
Az eredmény kihirdetésére a fesztivál záróeseménye előtti napon kerül sor. A díjazott zeneszerző egy aranylemezt ábrázoló díszoklevelet vehet át.

## Díjazottak
| Év   | Zeneszerző(k)                                    | Áp.                                              | Magyar cím                                       | Eredeti cím                                      | Megj.                                            |
| ---- | ------------------------------------------------ | ------------------------------------------------ | ------------------------------------------------ | ------------------------------------------------ | ------------------------------------------------ |
| 2012 | Mark Snow                                        | Amerikai Egyesült Államok                        | A végakarat                                      | Vous n'avez encore rien vu                       | [ * 1 ]                                          |
| 2013 | Jozef van Wissem                                 | Hollandia                                        | Halhatatlan szeretők                             | Only Lovers Left Alive                           | [ * 1 ]                                          |
| 2014 | Howard Shore                                     | Kanada                                           | Térkép a csillagokhoz                            | Maps to the Stars                                | [ * 1 ]                                          |
| 2015 | Hou Hsziao-hszien (Hou Hsiao-hsien)              | Tajvan                                           | Gyilkos csapás                                   | Nie jin niang (聶隱娘, Nie yin niang)            | [ * 1 ]                                          |
| 2016 | Cliff Martinez                                   | Amerikai Egyesült Államok                        | Neon démon                                       | The Neon Demon                                   | [ * 2 ]                                          |
| 2017 | Oneohtrix Point Never                            | Amerikai Egyesült Államok                        | Jólét                                            | Good Time                                        | [ * 3 ]                                          |
| 2018 | Roma Zver, German Oszipov                        | Oroszország                                      | Nyár                                             | Leto (Лето)                                      | [ * 4 ]                                          |
| 2019 | Alberto Iglesias                                 | Spanyolország                                    | Fájdalom és dicsőség                             | Dolor y Gloria                                   | [ * 5 ]                                          |
| 2020 | A Covid19-pandémia miatt nem osztottak ki díjat. | A Covid19-pandémia miatt nem osztottak ki díjat. | A Covid19-pandémia miatt nem osztottak ki díjat. | A Covid19-pandémia miatt nem osztottak ki díjat. | A Covid19-pandémia miatt nem osztottak ki díjat. |
| 2021 | Rone                                             | Franciaország                                    | Ahol a nap felkel Párizsban                      | Les Olympiades                                   | [ * 6 ]                                          |
| 2021 | Ron Mael, Russell Mael                           | Amerikai Egyesült Államok                        | Annette                                          | Annette                                          | [ * 6 ]                                          |
| 2022 | Paweł Mykietyn                                   | Lengyelország                                    | Iá                                               | IO                                               | [ * 7 ]                                          |
| 2023 | Mica Levi                                        | Egyesült Királyság                               | Érdekvédelmi terület                             | The Zone of Interest                             | [ * 8 ]                                          |
| 2024 | Clément Ducol, Camille                           | Franciaország                                    | Emilia Pérez                                     | Emilia Pérez                                     | [ * 9 ]                                          |